# Râjshâhî
Pour les articles homonymes, voir Rajshahi.
La ville de Râjshâhî (en bengali : রাজশাহী) est le chef-lieu de la province de Râjshâhî, une des huit divisions administratives du Bangladesh. Elle est située sur les rives de la rivière Padma.
Elle comptait 383 651 habitants au recensement de 2001 pour une superficie de 96,69 km2.
Râjshâhî est appelée la Cité de la soie.

## Cultes
- La cathédrale catholique du Bon-Pasteur est le siège du diocèse de Rajshahi.